# In Your Eyes (pesem, Kylie Minogue)
»In Your Eyes« je pesem avstralske pop pevke Kylie Minogue z njenega osmega glasbenega albuma, Fever. Pesem »In Your Eyes« je napisala Kylie Minogue v sodelovanju z Richardom Stannardom, Julianom Gallagherjem in Ashom Howesom. Pesem sta producirala Richard Stannard in Julian Gallagher. Pesem »In Your Eyes« je pop pesem, ki vključuje veliko elementov diska in housea.
Pesem »In Your Eyes« je 21. januarja 2002 izšla v Združenem kraljestvu in Avstraliji kot drugi singl z albuma; pesmi pa niso izdali v Združenih državah Amerike. Pesem je požela kar precej uspeha v nekaterih evropskih državah. Poleg tega je debitirala na prvem mestu avstralske glasbene lestvice in na tretjem mestu britanske lestvice. V Veliki Britaniji je pesem postala plesna in klubska uspešnica, saj je na lestvici z najuspešnejšimi klubskimi pesmimi zasedla sedmo mesto.
Pesem »In Your Eyes« je s strani večine glasbenih kritikov prejela pozitivno oceno. Pesem so pohvalili predvsem zaradi vključenih plesnih elementov. Vseeno pa so nekateri kritiki menili, da pesem pri občinstvu ne bo požela veliko navdušenja. Videospot je vključeval veliko vizualnih efektov in je bil precej raznobarven, režirala pa ga je Dawn Shadforth. Kylie Minogue ga je izdala preko DVD-ja svoje kompilacije Ultimate Kylie šele leta 2004. Leta 2002 je pesem »In Your Eyes« prejela nagrado MTV Europe Music Awards v kategoriji za »najboljše plesno delo«.

## Sprejem kritikov
Pesem »In Your Eyes« je s strani glasbenih kritikov ob izidu prejela predvsem pozitivne ocene. Sal Cinquemani iz revije Slant je pesmi dodelil pozitivno oceno in zraven napisal: »Pesem 'In Your Eyes' je, podobno kot pesem 'Give It To Me', kužna klubska uspešnica, ki se je hitro nalezeš.« Ian Wade s spletne strani Yahoo! Music je pesem primerjal z uspešnico Kylie Minogue, »Spinning Around«. Napisal je: »Pesem 'In Your Eyes' kar strašljivo spominja na uspešnico, s katero se je [Kylie Minogue] vrnila, 'Spinning Around'.« Tudi novinar spletne strani JoeUser.com je pesmi dodelil mešano oceno; zraven je napisal še: »Pesem 'In Your Eyes', ki sicer ne izstopa tako kot pesem 'Love At First Sight', je vseeno dober singl. Nekajkrat jo morate poslušati, a počasi jo vzljubite.« Dodal je še: »Kylie Minogue se lahko med pesmijo 'In Your Eyes' osredotoči le na enega posameznika.«

## Dosežki na lestvicah
Pesem »In Your Eyes« so izdali 19. februarja 2002. Na začetku so jo nameravali izdati že januarja 2002, vendar so jo zaradi popularnosti pesmi »Can't Get You Out of My Head« na radiu izdali nekoliko kasneje. Debitirala je na tretjem mestu britanske glasbene lestvice in tako postal njen sedemindvajseti singl, ki je na tej lestvici zasedel eno od prvih tridesetih mest. Pesem je na lestvici ostala še sedemnajst tednov, od tega prve tri med prvimi dvajsetimi pesmimi. V Veliki Britaniji je postala tudi radijska uspešnica; ob izidu je bila prvi teden največkrat predvajana pesem na radiu. Zasedla je tudi sedmo mesto na lestvici klubskih uspešnic.
Singl je bil dokaj uspešen tudi drugod v Evropi, saj je zasedel eno od prvih petih mest na hrvaški, gruzijski, grški, poljski, madžarski in slovenski glasbeni lestvici. Pesem »In Your Eyes« so izdali tudi v Kanadi (kjer je na lestvici zasedla enajsto mesto) in Mehiki, ne pa tudi v Združenih državah Amerike, kjer so izdali le njenega predhodnika, pesem »Can't Get You Out of My Head«.
V Avstraliji so pesem »In Your Eyes« nameravali izdati 21. januarja 2001. Pesem je tamkaj samo na podlagi uspešne predprodaje prejela zlato certifikacijo. Pesem je debitirala na prvem mestu avstralske glasbene lestvice in postala četrti singl Kylie Minogue, ki je tamkaj zasedel vrh, od leta 2000. Na novozelandski glasbeni lestvici je pesem zasedla osemnajsto mesto in tamkaj ostala še osemnajst tednov.

## Nastopi v živo
Kylie Minogue je s pesmijo »In Your Eyes« nastopila na naslednjih koncertnih turnejah:
- KylieFever2002 (kot del latinske mešanice s pesmima »Please Stay« & »Rhythm of the Night«)
- Showgirl: The Greatest Hits Tour
- Showgirl: The Homecoming Tour
- KylieX2008
- North American Tour 2009
- Aphrodite World Tour (samo na japonskih in južnoafriških koncertih)

Poleg tega je pesem izvedla še na televizijski specijalki An Audience with Kylie (2001) in na televizijskem koncertu Money Can't Buy (2003).

## Videospot

### Ozadje in zgodba
Videospot za pesem »In Your Eyes« je režiral Dawn Shadforth. Vključuje Kylie Minogue v studiju, polnem neonskih luči. Razdeljen je na dva dela: v prvem Kylie Minogue s skupino spremljevalnih plesalcev pleše pred barvitim ozadjem, v drugem pa se preprosto vrti pred bleščečimi se lučmi v ozadju. Oba prizora se izmenjavata in na koncu hkrati zbledita.
Videospot je vključeval razširjeno različico futuristične teme, ki so jo predstavili že v videospotu za pesem »Can't Get You Out of My Head« izdanem leto dni poprej. Kylie Minogue in njen kreativni vodja, William Baker, sta se pričela zanimata za ulično interpretacijo robotskih gibov, zato sta jih vključila tudi v ta videospot. Tudi kostume so oblikovali v tem slogu; William Baker jih je opisal kot »moderno mešanico navadnega kul uličnega dekleta in znanstveno-fantastičnega robota«.

### Sprejem
Videospot so ob komercialnem izidu singla izdali tudi na raznih glasbenih kanalih. Videospot je postal takojšnja uspešnica in se uvrstil na vrh MTV-jevega seznama britanskih uspešnic ter na MTV-jevo lestvico najuspešnejših videospotov, kjer je zasedel četrto mesto. Videospot so v Avstraliji leta 2002 izdali tudi na samostojnem DVD-ju, kasneje pa še decembra 2004 preko DVD-ja kompilacije Ultimate Kylie.

## Seznam verzij
| Britanski CD s singlom #1 1. »In Your Eyes« – 3:18 2. »Tightrope« – 4:29 3. »Good Like That« – 3:35 Britanski CD s singlom #2 1. »In Your Eyes« – 3:18 2. »In Your Eyes« (remix Tha S Mana) – 7:34 3. »In Your Eyes« (remix Jeana Jacquesa) – 6:23 Evropski CD s singlom #1 in #3 1. »In Your Eyes« – 3:18 2. »Tightrope« – 4:29 Avstralski CD s singlom #1 1. »In Your Eyes« – 3:18 2. »Never Spoken« – 3:18 3. »Harmony« – 4:15 4. »In Your Eyes« (remix Tha S Mana) – 7:34 Avstralski CD s singlom #2 1. »In Your Eyes« – 3:18 2. »In Your Eyes« (remix Mr. Bishija) – 7:25 3. »In Your Eyes« (remix Jeana Jacquesa) – 6:23 4. »In Your Eyes« (glavni remix Saeeda & Palesha) – 8:40 Gramofonska plošča s singlom 1. »In Your Eyes« (glavni remix Saeeda & Palesha) – 8:40 2. »In Your Eyes« (remix Powdersa Spaceda) – 7:25 3. »In Your Eyes« (remix Rogerja Sancheza) – 7:18 | DVD s singlom 1. »In Your Eyes« (videospot) 2. »Can't Get You out of My Head« (videospot) 3. »In Your Eyes« (remix Rogerja Sancheza) – 7:18 4. »Can't Get You out of My Head« (remix Nicka Faberja) – 5:59 Uradni remixi 1. »In Your Eyes« (razširjena različica) – 5:55 2. »In Your Eyes« (razširjena inštrumentalna različica) – 5:55 3. »In Your Eyes« (Knuckleheadzov remix) – 6:47 4. »In Your Eyes« (remix Tha S Mana) – 7:34 5. »In Your Eyes« (radijski remix Tha S Mana) – 4:52 6. »In Your Eyes« (remix Jeana Jacquesa) – 6:23 7. »In Your Eyes« (remix Mr. Bishija) 8. »In Your Eyes« (moreči remix Saeeda & Palesha) – 8:33 9. »In Your Eyes« (Powdersov remix) – 7:05 10. »In Your Eyes« (remix Powdersa Spaceda) – 7:25 11. »In Your Eyes« (RLS-jev remix/posebni francoski remix) – 6:03 12. »In Your Eyes« (remix Rogerja Sancheza) 13. »In Your Eyes« (glavni remix Saeeda & Palesha) 14. »In Your Eyes« (studijska verzija s turneje KylieX2008) – 3:36 |

## Ostali ustvarjalci
- Glavni vokali - Kylie Minogue
- Spremljevalni vokali - Richard Stannard
- Pisanje - Kylie Minogue, Richard Stannard, Julian Gallagher, Ash Howes
- Produkcija - Richard »Biff« Stannard, Julian Gallagher
- Snemanje in programiranje - Ash Howes, Alvin Sweeney, Martin Harrington
- Mešanje - Ash Howes v studiju Biffco
- Sintetizator - Julian Gallagher
- Kitara - Martin Harrington
- Bobni - Mimi Tachikawa
- Bas kitara - Steve Lewinson
- Fotografija - Vincent Peters

Vir:

## Dosežki in certifikacije
| Lestvica (2002)¨                       | Dosežek |
| -------------------------------------- | ------- |
| Avstralija (ARIA)                      | 1       |
| Avstrija (Ö3 Austria Top 75)           | 22      |
| Belgija (Flandrija; Ultratop 50)       | 18      |
| Belgija (Valonija; Ultratop 40)        | 11      |
| Danska (Tracklisten)                   | 10      |
| Finska (Suomen virallinen lista)       | 7       |
| Francija (SNEP)                        | 24      |
| Nemčija (Media Control Charts)         | 18      |
| Irska (IRMA)                           | 6       |
| Italija (FIMI)                         | 7       |
| Nizozemska (Dutch Top 40)              | 14      |
| Nizozemska (Dutch Top 100)             | 15      |
| Nova Zelandija (RIANZ)                 | 18      |
| Španija ()                             | 7       |
| Švedska (Sverigetopplistan)            | 20      |
| Švica (Schweizer Hitparade)            | 8       |
| Združeno kraljestvo (UK Singles Chart) | 3       |

| Leto | Država                                 | Dosežek |
| ---- | -------------------------------------- | ------- |
| 2002 | Avstralija (ARIA)                      | 70      |
| 2002 | Belgija (Valonija; Ultratop 40)        | 96      |
| 2002 | Nizozemska (Dutch Top 40)              | 95      |
| 2002 | Švica(Schweizer Hitparade)             | 70      |
| 2002 | Združeno kraljestvo (UK Singles Chart) | 60      |

| Država              | Certifikacija |
| ------------------- | ------------- |
| Avstralija          | Zlata         |
| Združeno kraljestvo | Srebrna       |

### Ostali pomembnejši dosežki
| Predhodnik: »Hero« od Enriquea Iglesiasa | Prvo mesto na avstralski glasbeni lestvici 3. februar 2002 – 10. februar 2002 | Naslednik: »Whenever, Wherever« od Shakire |

## Ostale različice
Italijanska glasbena skupina Nossa Alma Canta je posnela svojo različico pesmi z več vpliva bossa nova glasbe in jo vključila na svoj album I Was Made For Bossa (2008). Lastno različico pesmi je posnela tudi hongkonška pevka Chet Lam; slednja je postala popularnejša zaradi njenih izvedb v živo.